# Michele Giordano
Michele kardinál Giordano (26. září 1930 San Arcangelo – 2. prosince 2010 Neapol) byl italský římskokatolický kněz, arcibiskup Neapole, kardinál.

## Život
Kněžské svěcení přijal 5. července 1953, poté působil v rodné diecézi Anglona-Tursi jako duchovní, ředitel centra společenských věd, učitel náboženství, koordinátor Katolické akce i generální vikář.
V prosinci 1971 byl jmenován pomocným biskupem arcidiecéze Matera, biskupské svěcení přijal 5. února 1972. V červnu 1974 se stal arcibiskupem Matery a Irsiny. Od května 1987 působil jako arcibiskup Neapole (a předseda Biskupské konference Kampánie).
Při konzistoři 28. června 1988 ho papež Jan Pavel II. jmenoval kardinálem. Účastnil se konkláve v roce 2005. V květnu 2006 papež Benedikt XVI. přijal jeho rezignaci vzhledem k dovršení kanonického věku.